# Michel Morin (homme politique)
Pour les articles homonymes, voir Michel Morin et Morin.
Michel Morin, né le 27 mars 1948 à Saint-Célestin, est un homme politique québécois et est l'ancien député péquiste de la circonscription de Nicolet-Yamaska. Il a occupé, lors de la 37e législature du Québec le poste de whip en chef de l'Opposition officielle.

## Biographie
Détenteur d'un baccalauréat en histoire à l'Université du Québec à Trois-Rivières (1973), il a complété une maîtrise dans la même discipline à l'Université de Sherbrooke en 1975. Il a exercé sa profession dans le domaine de l'enseignement jusqu'en 1994 au Collège Notre-Dame de L'Assomption.
Jusque vers la fin des années 1980, il a milité pour le Parti progressiste-conservateur du Canada où il a occupé quelques postes dont celui d'adjoint-exécutif du député Louis Plamondon, aujourd'hui député pour le Bloc québécois. Michel Morin s'est toujours impliqué dans le camp nationaliste aux trois référendums sur l'avenir constitutionnel du Québec (voir: Histoire du mouvement indépendantiste québécois).

## Vie politique
Michel Morin a été élu pour la première fois à l'Assemblée nationale du Québec à l'élection de 1994 dans la circonscription de Nicolet-Yamaska où il a défait par 907 voix, le député libéral sortant Maurice Richard. Morin a occupé ce poste jusqu'en 2007. Il a été réélu aux élections 1998 et de 2003.
Durant ses trois mandats, il a notamment occupé les postes d'adjoint parlementaire à la Sécurité publique (1999 à 2001) et de whip en chef du gouvernement de 2001 à 2003. Il a conservé ce rôle, mais dans l'opposition, à la suite de la défaite du Parti québécois en 2003.
Il ne s'est pas représenté aux élections de 2007.

## Vie après la politique
En 2008, il est nommé agent de liaison pour l'Université du Québec à Trois-Rivières. Il donne un cours d'histoire dans cette université en 2012, en plus de participer à l'émission Le Club des Ex diffusé à RDI. 
De 2014 à 2018, il est secrétaire-trésorier de l'Amicale des anciens parlementaires du Québec. Il est également vice-président de la Fondation du collège Notre-Dame de l'Assomption en 2016, et président de la revue Empreintes à partir de 2018.